# Hippolyte Bernheim

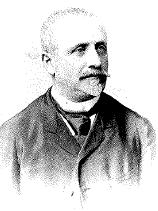
Hippolyte Bernheim

Hippolyte Marie Bernheim (* 17. April 1840 in Mulhouse/Elsass; † 2. Februar 1919 in Paris) war ein französischer Internist, Psychiater, Neurologe und Hypnoseforscher.

## Biographie
Bernheim studierte an der Universität Straßburg, wo er 1867 als Doktor der Medizin graduierte. Im selben Jahr wurde er Lektor an der Universität und etablierte sich in der Stadt als Psychiater.
Als 1871 nach dem Deutsch-Französischen Krieg Straßburg an Deutschland fiel, zog Bernheim wieder nach Nancy, an deren Universität er 1879 Professor für Innere Medizin wurde.
Als die medizinische Fakultät um 1880 das Fach Hypnose aufnahm, zeigte Bernheim sich davon begeistert und wurde bald einer der führenden Forscher auf diesem Gebiet. 1882 übernahm Bernheim die von dem „ärztlichen Magnetiseur“ Ambroise-Auguste Liébeault (1823–1904) entwickelte Methode der „Suggestion“ in die Schule von Nancy. Bis zu diesem Zeitpunkt war die Hypnose hauptsächlich als Showeffekt genutzt worden. Bernheim widersprach der damals verbreiteten These, nur Hysteriker könnten hypnotisiert werden. Vielmehr war er der Meinung, die Hypnose wäre ein normales, unpathologisches Phänomen, das als psychische Reaktion auf Suggestionen einträte und nicht, wie damals oft vermutet wurde, von Magneten und Metallen beeinflusst werden konnte. Die von ihm 1884 formulierte Suggestionslehre löste ältere Hypnose- bzw. Somnambulismus-Konzepte des Mesmerismus, des animalischen Magnetismus und der Od-Lehre Reichenbachs ab.
Im Jahr 1889 besuchte der Wiener Arzt Sigmund Freud Bernheim und ließ sich über dessen Experimente mit der sogenannten „posthypnotischen Suggestion“ informieren. Aus Bernheims Versuchsergebnissen folgerte Freud, dass es ein Unbewusstes geben müsse.
Während seiner Professur an der medizinischen Fakultät von Nancy (1910–1919) vertrat Bernheim die Ansicht, das Unterbewusstsein sei die Brücke zwischen Arzt und Patient, wenn der Patient sich Krankheiten nur einbilde. So berichtet er in seiner Suggestiven Therapeutik unter anderem von einem Fall von Zungenlähmung, die er vollständig heilte, indem er dem Patienten von einem neuen, völlig sicher heilenden Gerät erzählte und dann einen sofortigen Erfolg erzielte, als er ihm ein – vom Patienten nicht als solches erkanntes – Fieberthermometer in den Mund steckte. In einem anderen Fall verabreichte er einer Patientin, die nicht mehr in der Lage war zu sprechen, vor der versammelten Studentenschaft einige leichte Stromstöße am Kehlkopf, die keinerlei medizinische Wirkung hätten haben dürfen – was der Patientin aber nicht bekannt war. Auch sie war auf der Stelle geheilt.
Im Jahr 1909 wurde Bernheim Präsident des „Internationalen Vereins für Medizinische Psychologie und Psychotherapie“.

## Werke
- Über die Typhusfieber im allgemeinen, Straßburg 1868.
- Lektion der klinischen Medizin, Paris 1877.
- Über die Suggestion im Zustand der Hypnose und im Zustand des Bewußtseins, Paris 1884.
- De la suggestion et de ses applications à la thérapeutique. Paris 1886.
  - Über die Suggestion und ihre Anwendung in der Therapie. Paris 1887.
  - Die Suggestion und ihre Heilwirkung. Übersetzt von S. Freud, Leipzig/Wien 1888.
- Hypnotisme, suggestion, psychothérapie. Études nouvelles. Paris 1891.
  - Neue Studien über Hypnotismus, Suggestion und Psychotherapie. Übersetzt von S. Freud, Leipzig/Wien 1892.